# Eidgenössische Volksabstimmung über das Wirtschaftspartnerschaftsabkommen mit Indonesien
Mit der eidgenössischen Volksabstimmung vom 7. März 2021 wurde der Bundesbeschluss über die  Genehmigung des Wirtschaftspartnerschaftsabkommens mit Indonesien angenommen. Der Bundesrat wurde damit zum Abschluss des Vertrags ermächtigt. Dieses Abkommen stellt faktisch ein Freihandelsabkommen (FHA) zwischen der Europäischen Freihandelsassoziation (EFTA) und Indonesien dar. Das Wirtschaftsabkommen (englisch Comprehensive Economic Partnership Agreement, CEPA) hat das Ziel, den Warenverkehr sowie den Handel mit Dienstleistungen zu liberalisieren, die Investitionsmöglichkeiten der Vertragsparteien (EFTA-Staaten und Indonesien) auszuweiten und den internationalen Handel in die Richtung zu bewegen, dass er zur nachhaltigen Entwicklung beiträgt. Das CEPA hat die Form eines völkerrechtlichen Vertrags.
Seit dem Jahre 2004 standen die EFTA-Staaten mit Indonesien in Kontakt bezüglich der Ausarbeitung eines CEPA, formelle Verhandlungen wurden im Jahre 2011 lanciert. Nach 15 Verhandlungsrunden und mehreren Zwischenrunden wurde das Abkommen im November 2018 zum Abschluss gebracht und anschliessend am 16. Dezember 2018 in Jakarta unterzeichnet.
Gegen den Bundesbeschluss wurde von der Bauerngewerkschaft Uniterre das fakultative Referendum ergriffen. Der Bundesbeschluss wurde dem Volk am 7. März 2021 zur Abstimmung unterbreitet. Eine Mehrheit des Volkes stand jedoch hinter dem Abkommen und nahm es mit 51,6 % Ja-Stimmen an. Dieses Freihandelsabkommen ist das erste der 40 unterzeichneten FHAs der Schweiz, das dem Volk zur Abstimmung vorgelegt wurde.

## Behandlung des Bundesbeschlusses

### Rechtliche Grundlage
Gemäss Art. 166 Abs. 2 und Art. 184 Abs. 2 BV unterzeichnet der Bundesrat einen völkerrechtlichen Vertrag und unterbreitet ihn mit dem Entwurf eines Bundesbeschlusses (Art. 24 Abs. 3 ParlG) der Bundesversammlung zur Genehmigung, was Voraussetzung für die Ratifikation des Vertrages durch den Bundesrat ist. Nach Art. 141 Abs. 1 Bst. d Ziff. 3 BV unterstehen Verträge, die wichtige rechtsetzende Bestimmungen enthalten, dem fakultativen Referendum.

### Vorverfahren
Grundsätzlich muss bei Bundesbeschlüssen, die dem fakultativen Referendum unterstehen, eine Vernehmlassung durchgeführt werden. In diesem Fall konnte, gestützt auf Artikel Art. 3a Absatz 1 Buchstabe b des Vernehmlassungsgesetzes, darauf verzichtet werden, weil für die Umsetzung des Abkommens keine Gesetzesänderungen nötig seien und man sich über die Positionen der interessierten Kreise im Klaren sei. Das Mandat des Bundesrates vom 10. Juni 2005 für die Verhandlungen mit Indonesien wurde gemäss Art. 152 Abs. 3 ParlG den Aussenpolitischen Kommissionen des Nationalrats (APK-N) und des Ständerats (APK-S) sowie der Kommission für Wirtschaft und Abgaben des Ständerats zur Konsultation unterbreitet. Alle drei Kommissionen stimmten dem Mandatsentwurf zu.
Eine grosse Kontroverse lösten die geplanten Zollkonzessionen für Palmöl aus. In diesem Zusammenhang wurden auch eine Motion (16.3332) und zwei Standesinitiativen (18.303/17.317) eingereicht, die forderten, dass Palmöl aus den Verhandlungen mit Malaysia und Indonesien ausgeschlossen wird. Sowohl die Motion als auch die beiden Standesinitiativen wurden verworfen. Die APK-S reichte ihrerseits eine Motion ein, die den Bundesrat verpflichtet, in den FHAs mit Malaysia und Indonesien keine Konzessionen für Palmöl zu gewähren, die die einheimische Ölsaatenproduktion reduzieren könnten. Er sollte im Abkommen überdies stufenweise Massnahmen vorsehen, die es erlauben, allfällige Palmölkonzessionen auszusetzen, falls diese die inländische Ölsaatenproduktion reduzieren. Schliesslich sollte der Bundesrat im Abkommen Bestimmungen vorsehen, die einen Beitrag zur nachhaltigen Produktion und zum nachhaltigen Handel von Palmöl leisten, und sich an der Erarbeitung von internationalen Standards beteiligen. Die APK-N nahm die Motion mit 18 zu drei Stimmen an; kurze Zeit später folgte ihr der Nationalrat.

### Behandlung in den Eidgenössischen Räten
Der Bundesbeschluss wurde vom Nationalrat in der Herbstsession 2019 behandelt. Eine Mehrheit des Rates stellte sich hinter das Abkommen; eine Minderheit aus SP und Grünen verlangte ein Kontrollsystem im Inland, das reguliert, dass nur nachhaltiges Palmöl Zollpräferenzen erhält. Die Regelungen für die Kontrolle solle der Bundesrat auf dem Verordnungsweg schaffen. Die gegnerische Mehrheit befürchtete jedoch, dass diese «Moralkeule» Indonesien vor den Kopf stossen könnte, falls ein solcher Zusatz angefügt wird. Zugleich gebe es ja die Motion «Keine Konzessionen beim Palmöl», die schon Regelungen in diesem Bereich vorsieht. Deswegen wurde der Minderheitsantrag im Nationalrat mit 110 zu 64 Stimmen bei elf Enthaltungen verworfen. Im Ständerat gab es keine entsprechenden Anträge.
In den Schlussabstimmungen wurde der Bundesbeschluss vom Nationalrat mit 119 zu 56 Stimmen bei 21 Enthaltungen angenommen, im Ständerat mit 34 zu 8 Stimmen bei zwei Enthaltungen.

## Inhalt des Abkommens

### Warenverkehr
Vonseiten der EFTA-Staaten werden jegliche Zölle auf Industrieprodukte, Fisch und andere Meeresprodukte vollumfänglich beseitigt. Indonesien beseitigt seinerseits 78,6 % seiner Zölle auf Schweizer Industrieexporte. Die verbleibenden 21,4 % Zollabgaben werden graduell abgebaut, sodass nach einer Übergangsfrist von zwölf Jahren die Zollabgaben auf Industrieexporte fast vollumfänglich (98,2 %) beseitigt sind.
Im Bereich der Landwirtschaft gewähren sich die Schweiz und Indonesien reziprok Zollkonzessionen für bestimmte verarbeitete und unverarbeitete Landwirtschaftsprodukte, für die das Partnerland ein besonderes Interesse geltend gemacht hat; einen vollständigen Zollabbau gibt es aber nicht. Für Schokolade, Energydrinks, Kaffee, Bonbons, Suppen, Sossen, Konfitüren und Teige aus der Schweiz werden jegliche Zollabgaben nach Übergangsfristen abgebaut. Für Kindernährmittel werden Zollabgaben nach Inkrafttreten des Abkommens vollständig abgebaut; bei Käse und Milch, auch aus der Schweiz stammend, ist dies noch ungeklärt. Eine präferenzielle Behandlung (in der Regel Beseitigung des Zolls) gewährt die Schweiz Indonesien zum Beispiel für verschiedene Bohnensorten, getrocknete Gemüsemischungen, Bananen, verschiedene gefrorene Früchte, verschiedene getrocknete Früchte und Früchtemischungen, verschiedene Gewürze, Reismehl, Frucht- und Gemüsezubereitungen.
Für Palmöl hat die Schweiz bilaterale Kontingente und Zollreduktionen gewährt. Die Grösse der Kontingente wird über die ersten fünf Jahre jedes Jahr um jeweils 5 Prozent der Ausgangsgrösse erhöht. Die Bedingung für die Gewährung der Kontingente und Zollreduktionen war, dass das Palmöl aus nachhaltiger Produktion stammt (Artikel 8.10 des CEPA). Dies soll mit dem Nachweis eines Nachhaltigkeitszertifikats geschehen (RSPO-Zertifikat). Im Rahmen eines 100-Tonnen-Kontingents für den direkten Konsum kann Indonesien Palmöl zollfrei importieren. Auch zollbefreit ist Palmöl in verarbeiteter Form, das später exportiert oder für die Herstellung von Sossen und Suppen verwendet wird, und Palmöl, das für technische Zwecke importiert wurde. Sollte der Import von Palmöl jedoch die Schweizer Ölsaatenproduktion unter Druck bringen, dürfte die Schweiz dank eines eingebauten Schutzmechanismus (Art. 2.17) entsprechend reagieren.
Nach Artikel 2.3 des Abkommens sind alle Vertragsparteien verpflichtet, allfällige Konzessionen im Bereich der Ausfuhrzölle auf Drittstaaten auch auf die jeweils anderen Vertragsparteien des CEPA auszudehnen. Das heisst, wenn Indonesien in einem anderen FHA mit einem anderen Vertragspartner Konzessionen auf Ausfuhrzölle gibt, muss es diese auch den EFTA-Staaten gewähren. Diese Klausel ist reziprok, käme aber im Falle eines Eintretens der Schweiz zugute, weil sie im Allgemeinen (anders als Indonesien) keine Ausfuhrzölle erhebt.

### Dienstleistungen und Investitionen
Die Begriffsbestimmungen und die Bestimmungen zum Dienstleistungshandel folgen dem Allgemeinen Abkommen der WTO vom 15. April 1944 über den Handel mit Dienstleistungen (GATS), wobei bestimmte GATS-Bestimmungen präzisiert beziehungsweise dem bilateralen Rahmen angepasst wurden. Indonesien hat im Vergleich zum GATS seine Verpflichtungen in Bezug auf die Schweiz punktuell erweitert – zum Beispiel im Bereich der Finanzdienstleistungen. Dort hat Indonesien die Anzahl der möglichen Filialen von in seinem Hoheitsgebiet niedergelassenen Banken erhöht. Weiter gestattet Indonesien die befristete Einreise und den Aufenthalt von Geschäftsreisenden aus der Schweiz, die für den Aufbau einer kommerziellen Präsenz verantwortlich sind.
Im Bereich der Investitionen sieht das CEPA vor, dass die Investoren einer Vertragspartei das Recht erhalten, in der anderen Vertragspartei grundsätzlich unter den gleichen Bedingungen wie inländische Investoren ein Unternehmen zu gründen oder zu übernehmen. Der Anwendungsbereich dieser Regelung bezieht sich aber nur auf die Nichtdienstleistungssektoren. Da das Verpflichtungsniveau der Schweiz höher ist als das Indonesiens, hat die Schweiz zusätzliche Vorbehalte angebracht, um ein zu starkes Ungleichgewicht des Verpflichtungsniveaus zu vermeiden. Hierzu gehört unter anderem, dass die Schweiz beim Erwerb von Grundstücken und beim Energiesektor keine Verpflichtungen eingeht. Indonesien hat einen branchenübergreifenden Vorbehalt genereller Natur angebracht, wonach für ausländische Investitionen ein Mindestbetrag von umgerechnet ca. 700'000 Franken für alle Sektoren mit Ausnahme der Fertigungsindustrie gilt. Für letztere ist ein Mindestbetrag von umgerechnet ca. 1 Million Franken vorgesehen.

### Nachhaltigkeit, geistiges Eigentum undMemorandum of Understanding
In Kapitel 8 des Abkommens (Handel und nachhaltige Entwicklung) werden die Agenda 2030 für nachhaltige Entwicklung sowie weitere internationale Instrumente in den Bereichen Umweltschutz und Arbeitsrechte bekräftigt. Die Vertragsparteien verpflichten sich unter anderem in diesem Abschnitt, die Gesetze zum Schutz von Primärwäldern, Torfmooren und ähnlichen Ökosystemen effektiv umzusetzen, die Abholzung, die Entwässerung von Torfmooren sowie Brandrodungen zu stoppen und die Rechte der indigenen Bevölkerung und der Arbeitnehmenden zu respektieren.
Das CEPA soll die Rechtssicherheit für beide Vertragsparteien erhöhen. Die Bestimmungen sehen den Schutz von Urheberrechten und verwandten Schutzrechten, Marken, geografischen Angaben, Herkunftsangaben, Designs, Patenten, Pflanzensorten, Topographien von Mikroprozessoren und vertraulichen Informationen vor. Als Basis für das Schutzniveau dient das TRIPS-Abkommen der WTO; die CEPA-Bestimmungen gehen jedoch punktuell weiter. In einer Zusatzvereinbarung (Recording of Understanding) anerkennt Indonesien zudem, dass die Anordnung von Zwangslizenzen bei Produkten nicht erfolgen darf, nur weil das Produkt importiert wurde.
Die im Kapitel zur technischen Zusammenarbeit formulierten Ziele werden in einem separaten, rechtlich verbindlichen Memorandum of Understanding konkretisiert. Dieses behält seine Gültigkeit vom Inkrafttreten bis zur Kündigung des Abkommens.

## Fakultatives Referendum

### Abstimmungstext
1 Das Umfassende Wirtschaftspartnerschaftsabkommen vom 16. Dezember 2018
zwischen den EFTA-Staaten und Indonesien einschliesslich des Memorandum of Understanding vom 16. Dezember 2018 zur wirtschaftlichen Zusammenarbeit und zum Kapazitätsaufbau zwischen den EFTA-Staaten und Indonesien wird genehmigt.

### Chronologie
Das Referendum wurde am 22. Juni 2020 eingereicht. Am 1. Juli 2020 verfügte die Bundeskanzlei, gestützt auf die Artikel Art. 59a–Art. 66 BPR, dass das Referendum mit 61'184 Unterschriften zustande gekommen sei. Am 7. März 2021 fand die Abstimmung statt, bei der der Bundesbeschluss knapp mit 51,6 % angenommen wurde.

### Referendumskomitee
Folgende Personen unterstützten das Referendum:
- Ursula Schneider Schüttel, Präsidentin Pro Natura
- Irène Kälin, Vize-Präsidentin des Nationalrats
- Julia Küng, Co-Präsidentin Junge Grüne (Schweiz)
- Ronja Jansen, Präsidentin JUSO Schweiz
- Adèle Thorens Goumaz, Ständerätin Grüne Schweiz
- Lisa Mazzone, Ständerätin Grüne
- Heidi Mück, Co-Präsidentin BastA!
- Toya Krummenacher, Grossrätin SP Basel
- Laura Gantenbein, Präsidentin Grüne Solothurn
- Lydia Schneider Hausser, Co-Präsidentin SP-Genf
- Gian Waldvogel, Geschäftsleiter Grüne Luzern
- Elango Kanakusandaram, Geschäftsleiter MultiWatch
- Christine Hürlimann, Agrarinfo
- Ueli Gähler, multiwatch
- Michael Nanz, Co-Präsident von FIAN Schweiz
- Regina Fuhrer-Wyss, Präsidentin Kleinbauern-Vereinigung
- Tobias Sennhauser, Präsident Tier im Fokus
- Josef Zysiadis, Co-Präsident Slow-Food Schweiz
- Willy Cretegny, Initiator des Referendums
- Rudi Berli, Gewerkschaftssekretär Uniterre
- Ulrike Minkner, Uniterre Sekretärin
- Jelena Filipovic, Co-Präsidentin Landwirtschaft mit Zukunft
- Dominik Waser, Präsident Landwirtschaft mit Zukunft

## Stellungnahmen

### Argumente des Referendumskomitees
- Ein zentraler Punkt für die Gegner des CEPA ist der Handelspartner selbst: Indonesien sei nicht verlässlich, Rechtsstaatlichkeit, Nachhaltigkeit sowie soziale Standards würden mit Füssen getreten. Man vertreibe Kleinbauern, Indigene, komplette lokale Gemeinschaften; man mache nicht halt vor Kinderarbeit und der Akzeptanz von menschenverachtenden Arbeitsbedingungen; und man habe keine Hemmungen, hochgiftige Pestizide zu verwenden. Mit der Ratifikation dieses Abkommens akzeptiere die Schweiz die dort vorherrschenden Missstände, obgleich diese den eigenen Wertehaltungen widersprächen.
- Die omnipräsente Korruption mache es unmöglich, dass die Nachhaltigkeitsbestimmungen eingehalten werden; Verletzungen der staatlichen Nachhaltigkeitslabel und die Missachtung des sogenannten «RSPO-Labels» seien ubiquitär. Denn trotz eines Moratoriums für die Entwicklung neuer Palmölplantagen verschwinde stündlich Regenwald von einer Fläche von ca. 108 Hektaren für Plantagen, Bergbau, Holzwirtschaft und Kohleindustrie. Schon heute bestünden auf fast 17 Mio. Hektaren Palmölmonokulturen. Das entspreche fast 10 Prozent der Landesfläche von Indonesien.
- Die wirtschaftliche Chance, die verloren gehe, wenn man das Abkommen ablehnt, sei für die Schweiz bescheiden, während die Konsequenzen – ob ökologischer oder sozialer Natur – bei einer Ratifikation dramatisch seien. Denn Indonesien sei einer der grössten CO₂-Emissions-Verursacher, und die Palmölwirtschaft forciere die Klimakrise.[10]

### Argumente von Bundesrat und Parlament
- Um eine Benachteiligung der eigenen Unternehmungen – gegenüber der Europäischen Union (EU) beispielsweise – vermeiden zu können, brauche es dieses Abkommen, denn die EU verhandle mit Indonesien über ein vergleichbares Abkommen (Stand: Ende 2020). Ohne das CEPA könnten gewisse Schweizer Industriezweige (Maschinenbau zum Beispiel) schlechter gestellt sein als deren Konkurrenz in der EU. Dies könnte einen Verlust von Aufträgen und einen darauffolgenden Verlust von Arbeitsplätzen zur Folge haben.[10] Das Staatssekretariat für Wirtschaft ging derweil davon aus, dass Schweizer Unternehmen nach Ablauf der Zollfristen basierend auf dem heutigen Handel bis zu 25 Millionen Franken jährlich einsparen können.[11]
- Das Referendumskomitee betone, dass eine Gefahr für die heimische Landwirtschaft bestehe. Diese Gefahr ist laut dem Bundesrat unbegründet, zumal die meisten indonesischen Agrarprodukte – zum Beispiel tropische Früchte – das hiesige Angebot ergänzten und keine Konkurrenz seien. Zudem seien die Zugeständnisse im Agrarbereich so ausgestaltet, dass sie die Schweizer Landwirtschaft nicht gefährdeten.
- Für das sehr kontrovers diskutierte Palmöl habe man Lösungen gefunden, die sozialpolitischen und ökologischen Bedenken Rechnung trügen. Erstens würden die Zölle nicht abgeschafft, sondern nur ein wenig gesenkt (20 bis maximal 40 Prozent Zollreduktion[3]). Zweitens geschehe dies nur bis zu einer begrenzten Menge. Und drittens würden die Zollrabatte nur für nachweislich nachhaltig produziertes Palmöl gewährt; den Nachweis der Nachhaltigkeit müssten zudem die Importeure erbringen.
- Der Bundesrat betonte zudem, dass das Abkommen sowohl der Schweiz als auch Indonesien nütze. Es verbessere den Marktzugang und verstärke die Rechts- und Planungssicherheit. Es trage dem Ziel einer nachhaltigen Entwicklung Rechnung und leiste einen wichtigen Beitrag zu den globalen Bemühungen um eine nachhaltigere Palmölproduktion. Im Rahmen der Entwicklungszusammenarbeit unterstütze die Schweiz Indonesien überdies dabei, dass breite Bevölkerungsschichten vom Abkommen profitieren können.[10]

## Volksabstimmung

### Haltungen
EDU, FDP, SVP, Die Mitte, die SP und die GLP beschlossen die Ja-Parole zum Bundesbeschluss; die Grünen und die EVP lehnten den Bundesbeschluss ab.
Aus der Privatwirtschaft unterstützten das CEPA die Economiesuisse, der Schweizerische Arbeitgeberverband, der Schweizerische Gewerbeverband, Swissmem, Scienceindustries, Hotelleriesuisse, der Schweizerische Versicherungsverband, das Schweizerische Konsumentenforum und Swissaid.
Pro Natura, die Kleinbauernvereinigung, Uniterre, der Bruno-Manser-Fonds, Solidarité sans frontières, die Gesellschaft für bedrohte Völker, Klimastreik Schweiz, Greenpeace und die EDU Appenzellerland lehnten das CEPA ab.

### Ergebnisse
| Kanton                           | Ja (%) | Nein (%) | Beteiligung (%) |
| -------------------------------- | ------ | -------- | --------------- |
| Zürich                           | 58,2 % | 41,8 %   | 51,38 %         |
| Bern                             | 51,7 % | 48,3 %   | 49,47 %         |
| Luzern                           | 55,9 % | 44,1 %   | 51,11 %         |
| Uri                              | 55,5 % | 45,5 %   | 43,04 %         |
| Schwyz                           | 58,9 % | 41,1 %   | 53,78 %         |
| Obwalden                         | 59,1 % | 40,9 %   | 53,42 %         |
| Nidwalden                        | 62,7 % | 37,3 %   | 55,26 %         |
| Glarus                           | 54,1 % | 45,9 %   | 45,78 %         |
| Zug                              | 61,8 % | 38,2 %   | 59,05 %         |
| Freiburg                         | 46,3 % | 53,7 %   | 54,67 %         |
| Solothurn                        | 55,0 % | 45,0 %   | 51,48 %         |
| Basel-Stadt                      | 48,8 % | 51,2 %   | 54,77 %         |
| Basel-Landschaft                 | 55,3 % | 44,7 %   | 48,56 %         |
| Schaffhausen                     | 50,7 % | 49,3 %   | 68,57 %         |
| Appenzell Ausserrhoden           | 53,4 % | 46,6 %   | 50,33 %         |
| Appenzell Innerrhoden            | 57,4 % | 42,6 %   | 45,51 %         |
| St. Gallen                       | 56,0 % | 44,0 %   | 47,74 %         |
| Graubünden                       | 53,8 % | 46,2 %   | 44,25 %         |
| Aargau                           | 56,5 % | 43,5 %   | 48,20 %         |
| Thurgau                          | 54,7 % | 45,3 %   | 47,90 %         |
| Tessin                           | 50,8 % | 49,2 %   | 45,35 %         |
| Waadt                            | 34,1 % | 65,9 %   | 55,78 %         |
| Wallis                           | 51,8 % | 48,2 %   | 60,75 %         |
| Neuenburg                        | 39,5 % | 60,5 %   | 45,53 %         |
| Genf                             | 40,3 % | 59,7 %   | 52,70 %         |
| Jura                             | 35,2 % | 64,8 %   | 44,49 %         |
| Schweizerische Eidgenossenschaft | 51,6 % | 48,4 %   | 51,10 %         |

### Abstimmungskampf
Im Abstimmungskampf über das Referendum stand die Palmöl-Kontroverse im Mittelpunkt, obwohl nur 0,1 % des importierten Palmöls der Schweiz aus Indonesien stammt. «Den Gegnern des Freihandelsabkommens gelang es trotz dieser marginalen Importe, die Diskussion im Vorfeld der Abstimmung ausschliesslich auf die Problematik des Palmöls zu fokussieren», schrieb Année politique suisse. So wurde die Abstimmung bis zu einem gewissen Grad auf eine ethisch-moralische Ebene gehoben, anstatt dass über ökonomische Themen des FHAs diskutiert wurde. Dies war vermutlich auch ein Grund, weshalb das Abstimmungsresultat deutlich knapper ausfiel, als von vielen Medien erwartet wurde. Andererseits hatte das Referendumskomitee Schwierigkeiten mit der fehlenden Unterstützung vieler Institutionen. Zahlreiche NGOs seien zersplittert gewesen, die SP, die das Abkommen im Nationalrat abgelehnt hatte, habe das Referendum nicht ausreichend unterstützt und der WWF habe seine Expertise nicht in die Debatte eingebracht. Auch hätten sich viele NGOs, die sich während des Abstimmungskampfes zur Konzernverantwortungsinitiative als Globalisierungskritiker profiliert haben, weitgehend rausgehalten.